# Винчи, Чарльз
Чарльз Томас Винчи младший (англ. Charles Thomas Vinci Jr., 28 февраля 1933, Кливленд, Огайо — 13 июня 2018, Элирия, Огайо) — американский тяжелоатлет, представитель легчайшей весовой категории. Выступал за сборную США по тяжёлой атлетике во второй половине 1950-х годов, двукратный олимпийский чемпион, рекордсмен мира, дважды серебряный призёр мировых первенств, обладатель двух золотых медалей Панамериканских игр.

## Биография
Чарльз Винчи родился 28 февраля 1933 года в Кливленде, штат Огайо, США. Проходил подготовку в Йорке в местном клубе York Barbell Club.
Впервые заявил о себе в сезоне 1954 года, выиграв взрослое национальное первенство Соединённых Штатов по тяжёлой атлетике. Впоследствии неоднократно повторял это достижение.
Первого серьёзного успеха на международном уровне добился в 1955 году, когда вошёл в основной состав американской национальной сборной и побывал на чемпионате мира в Мюнхене, откуда привёз награду серебряного достоинства, выигранную в зачёте легчайшей весовой категории — уступил здесь только советскому спортсмену Владимиру Стогову. Также в этом сезоне отметился победой на Панамериканских играх в Мехико.
Благодаря череде удачных выступлений удостоился права защищать честь страны на летних Олимпийских играх 1956 года в Мельбурне — завоевал в категории до 56 кг золотую медаль и установил при этом мировой рекорд, подняв в сумме 342,5 кг.
Став олимпийским чемпионом, Винчи остался в команде США на ещё один олимпийский цикл и продолжил принимать участие в крупнейших международных турнирах. Так, в 1958 году он стал серебряным призёром мирового первенства в Стокгольме, где вновь проиграл представителю СССР Владимиру Стогову.
В 1959 году одержал победу на домашних Панамериканских играх в Чикаго.
Находясь в числе лидеров американской национальной сборной, Чарльз Винчи благополучно прошёл отбор на Олимпийские игры 1960 года в Риме — здесь снова превзошёл всех своих соперников и добавил в послужной список ещё одно олимпийское золото.
Последний раз показал сколько-нибудь значимый результат в тяжёлой атлетике в сезоне 1961 года, когда в седьмой раз выиграл национальное первенство США. За свою спортивную карьеру Винчи в общей сложности 12 раз обновлял мировые рекорды в легчайшей весовой категории.
Умер 13 июня 2018 года в городе Элирия в возрасте 85 лет.